# Ojital
Ojital är en ort i Mexiko.   Den ligger i kommunen Coxquihui och delstaten Veracruz, i den sydöstra delen av landet, 190 km nordost om huvudstaden Mexico City. Ojital ligger 103 meter över havet och antalet invånare är 196.
Terrängen runt Ojital är platt åt nordost, men åt sydväst är den kuperad. Runt Ojital är det ganska tätbefolkat, med 72 invånare per kvadratkilometer. Närmaste större samhälle är Olintla, 18,7 km sydväst om Ojital. Omgivningarna runt Ojital är en mosaik av jordbruksmark och naturlig växtlighet.